# Simulium hunanense
Simulium hunanense är en tvåvingeart som beskrevs av Zhang och Chen 2004. Simulium hunanense ingår i släktet Simulium och familjen knott. Inga underarter finns listade i Catalogue of Life.